# Never Be Clever
Never Be Clever is een nummer van de Nederlandse zanger Herman Brood met zijn band His Wild Romance. Het nummer werd in 1979 uitgebracht als single.

## Achtergrond
"Never Be Clever" is nooit op een studioalbum van Herman Brood verschenen, maar kwam enkel uit als single tussen de albums Cha Cha en Go Nutz. Het nummer werd geschreven door Brood en zijn gitarist Dany Lademacher. De tekst van het nummer gaat over iemand die lak heeft aan regels en zelfs het criminele pad op gaat, en dat diegene "nooit slim zal zijn".
De videoclip van  "Never Be Clever" werd op 12 mei 1979 uitgezonden bij het televisieprogramma Toppop. Hierin spelen Brood en de Wild Romance het nummer in een kroeg, waarbij onder anderen iemand op een flipperkast staat te spelen. Halverwege de clip breekt een vechtpartij uit aan de tafel waarin een aantal mannen aan het kaarten zijn, die uiteindelijk wordt afgebroken nadat een aantal Hells Angels, die op motorfietsen aan komen rijden, alle bezoekers en personeel van de kroeg naar buiten dragen.
"Never Be Clever" werd de grootste hit van Brood terwijl hij nog in leven was, en het was zijn eerste single die tot Alarmschijf werd uitgeroepen. Het behaalde de negende plaats in de Nederlandse Top 40, terwijl het in de Nationale Hitparade een positie lager piekte.

## Hitnoteringen

### Nederlandse Top 40
| Hitnotering: 19-05-1979 t/m 14-07-1979 | Hitnotering: 19-05-1979 t/m 14-07-1979 | Hitnotering: 19-05-1979 t/m 14-07-1979 | Hitnotering: 19-05-1979 t/m 14-07-1979 | Hitnotering: 19-05-1979 t/m 14-07-1979 | Hitnotering: 19-05-1979 t/m 14-07-1979 | Hitnotering: 19-05-1979 t/m 14-07-1979 | Hitnotering: 19-05-1979 t/m 14-07-1979 | Hitnotering: 19-05-1979 t/m 14-07-1979 | Hitnotering: 19-05-1979 t/m 14-07-1979 | Hitnotering: 19-05-1979 t/m 14-07-1979 |
| Week                                   | 1                                      | 2                                      | 3                                      | 4                                      | 5                                      | 6                                      | 7                                      | 8                                      | 9                                      |                                        |
| -------------------------------------- | -------------------------------------- | -------------------------------------- | -------------------------------------- | -------------------------------------- | -------------------------------------- | -------------------------------------- | -------------------------------------- | -------------------------------------- | -------------------------------------- | -------------------------------------- |
| Positie                                | 29                                     | 19                                     | 14                                     | 11                                     | 9                                      | 9                                      | 15                                     | 21                                     | 37                                     | uit                                    |

### Nationale Hitparade
| Hitnotering: 26-05-1979 t/m 21-07-1979 | Hitnotering: 26-05-1979 t/m 21-07-1979 | Hitnotering: 26-05-1979 t/m 21-07-1979 | Hitnotering: 26-05-1979 t/m 21-07-1979 | Hitnotering: 26-05-1979 t/m 21-07-1979 | Hitnotering: 26-05-1979 t/m 21-07-1979 | Hitnotering: 26-05-1979 t/m 21-07-1979 | Hitnotering: 26-05-1979 t/m 21-07-1979 | Hitnotering: 26-05-1979 t/m 21-07-1979 | Hitnotering: 26-05-1979 t/m 21-07-1979 | Hitnotering: 26-05-1979 t/m 21-07-1979 |
| Week                                   | 1                                      | 2                                      | 3                                      | 4                                      | 5                                      | 6                                      | 7                                      | 8                                      | 9                                      |                                        |
| -------------------------------------- | -------------------------------------- | -------------------------------------- | -------------------------------------- | -------------------------------------- | -------------------------------------- | -------------------------------------- | -------------------------------------- | -------------------------------------- | -------------------------------------- | -------------------------------------- |
| Positie                                | 23                                     | 22                                     | 14                                     | 10                                     | 11                                     | 14                                     | 19                                     | 22                                     | 49                                     | uit                                    |

### NPO Radio 2 Top 2000
| Nummer met noteringen in de NPO Radio 2 Top 2000 | '99 | '00  | '01 | '02 | '03 | '04 | '05 | '06 | '07  | '08 | '09 | '10 | '11 | '12 | '13 | '14 | '15 | '16 | '17 | '18 | '19 | '20 | '21 | '22 | '23 | '24 |
| ------------------------------------------------ | --- | ---- | --- | --- | --- | --- | --- | --- | ---- | --- | --- | --- | --- | --- | --- | --- | --- | --- | --- | --- | --- | --- | --- | --- | --- | --- |
| Never Be Clever                                  | 744 | 1039 | 668 | 631 | 970 | 707 | 901 | 873 | 1243 | 891 | 818 | 903 | 713 | 769 | 703 | 776 | 706 | 693 | 689 | 652 | 721 | 660 | 697 | 772 | 828 | 895 |

1. ↑  Een vetgedrukt getal geeft de hoogste notering aan.